# ハウエル鉱
ハウエル鉱（ハウアー鉱、ハウエライト、方マンガン鉱、英語: hauerite）は、マンガンの硫化鉱物で、化学式はMnS2である。赤茶色または黒色の黄鉄鉱型八面体結晶を形成し、常にランベルグ鉱等の他の遷移金属の硫化鉱物と共生して見られる。自然硫黄、鶏冠石、石膏、方解石等と共生し、噴気孔や塩類鉱床と関連した低温で硫黄に富む環境で生成する。
オーストリア＝ハンガリー帝国（現在はスロバキア内）のデトヴァ付近にあるカリンカ硫黄鉱床で1846年に発見され、オーストリアの地質学者ヨーゼフ・リッター・フォン・ハウアーとフランツ・リッター・フォン・ハウアーの名前に因んで命名された。
高圧下(P>11 GPa)では、スピン状態遷移のために、単位胞体積が大きく崩壊する(22%)。